# Spinning Out
Spinning Out  is een Amerikaans televisieserie dat werd uitgebracht op 1 januari 2020 op Netflix. In februari 2020 werd bekend dat de serie na één seizoen werd stopgezet.
In de serie speelt Kaya Scodelario Kat Baker, een jonge kunstschaatsster die herstelt van een zware blessure en die de kans wordt gegeven haar carrière te herstarten door met een partner te gaan schaatsen. Tegelijkertijd probeert ze haar mentale toestand verborgen te houden.
De serie volgt de familie van Baker en haar schaatspartner Justin Davis (gespeeld door Evan Roderick) en zijn familie.

## Rolverdeling
| Acteur              | Personage    |
| ------------------- | ------------ |
| Kaya Scodelario     | Kat Baker    |
| January Jones       | Carol Baker  |
| Willow Shields      | Serena Baker |
| Evan Roderick       | Justin Davis |
| David James Elliott | James Davis  |
| Sarah Wright        | Mandy Davis  |